# دوباره احمق‌های چلم
دوباره احمق‌های چلم The Fools of Chelm and Their History، کتابی است طنز به قلم آیزاک بشویتس سینگر و با برگردان فارسی خدیجه روزگرد و برای اولین بار محمد کمونه  آن را با ویدیو معرفی کرد  که مجموعه هشت داستان طنز برای رده سنی کودک و نوجوان می‌باشد.

## داستان ها
- بزرگان چلم و کلید جنندل
- جایی که ثروتمندان برای همیشه زنده می‌مانند
- احمق‌های چلم و ماهی کپور ابله
- چلمیل تاجر
- لمل و زیپا
- وقتی چلمیل به ورشو رفت
- تودی ناقلا و لیزر خسیس

## خلاصه کتاب
ماجرای کتاب درباره مردم دهکده‌ای کوچک به نام چلم است که همگی در حماقت مشهورند و اداره این دهکده با رئیس شورا و بزرگانی است که همگی احمقند که نام رئیش آنان گرونام گاوه و نام بزرگان به ترتیب لکیش احمق، زایتول سقیه، تریتول کودن، سندر الاغ، شمندریک بی  مخ و فیول کله خر و تصمیم گیری‌های احمقانه آنان و اتفاقاتی که برای مردم شهر حادث می‌شود.

## جوایز کتاب
برنده جایزه Caldecatt در سال ۱۹۶۹.